# カルパッチョ

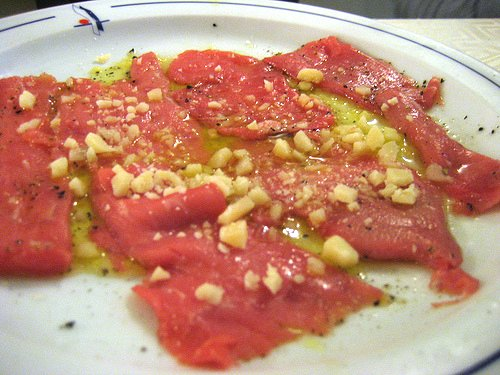
カルパッチョ

カルパッチョ（carpaccio）は、イタリア料理の一つ。生の牛ヒレ肉の薄切りにチーズもしくはソースなどの調味料をかけた料理の総称である。

## 起源
イタリアの画家であるヴィットーレ・カルパッチョが薄切りの生牛肉にパルミジャーノ・レッジャーノをかけた料理を好んだことから、彼の名を取ってカルパッチョと呼ばれているという説がある。また、彼の独特の赤色を基調とした作風が、皿に並べられた薄切りの生牛肉の色彩に類似しているためにその名があるとする説もある。
第3の説として1963年（1950年の説も）、ヴェネツィアでのヴィットーレ・カルパッチョ生誕500年回顧展の期間中に、同地のレストラン「ハリーズ・バー」で考案された料理との説も知られている。前の2つの説がヴェネツィアの伝統料理であるとの前提に立っているのに対し、本国イタリアで定着している第3の説は、近年の創作料理であると主張している。
生牛肉にニンニク、オリーブオイル、グラナ・パダーノチーズ、アルバ産白トリュフをかけたピエモンテ州ランゲ地方の伝統料理にヒントを得たとの記述もある。

## 日本において
日本においては、生の牛ヒレ肉の代わりに、マグロやカツオ、サケなどの刺身を使用したカルパッチョが和洋折衷料理（西洋料理の日本風アレンジ）の代表例となっており、その創作者はレストラン「ラ・ベットラ・ダ・オチアイ」の落合務だといわれている。カルパッチョの発祥国イタリアにおいても、世界的な刺身ブームの影響を受け、生の魚肉を使ったカルパッチョや、野菜やフルーツを使ったものも多くなってきている。